# Chico Lemos de Sousa Barbosa
Marcel F. Chico Lemos de Sousa Barbosa (1966), ook bekend als Cablejuice, is een Nederlandse componist en muziekproducer. Hij componeert voornamelijk muziek voor tv-reclamespotjes en jingles.

## Levensloop

### Jeugd
Lemos de Sousa Barbosa werd geboren als zoon van een Nederlandse moeder en een Portugese vader. Zijn vader zong en speelde gitaar, waardoor Lemos van jongs af aan al belangstelling voor muziek kreeg.

### Loopbaan
Lemos de Sousa Barbosa begon medio jaren negentig met het maken van muziek voor tv-reclames. Zo maakte hij onder meer muziek voor Fokke & Sukke, Vodafone, Heineken, Nike, Sony, Albert Heijn, Delta Lloyd, Renault, ING en Nokia. Een van zijn meest bekende werken zijn de leaders van het NOS Journaal en het Jeugdjournaal die hij in 2012 maakte. CapeRock verzorgde hierbij de visuele vormgeving. Ook maakte hij de muziek voor de films Shouf Shouf Habibi! en An Amsterdam Tale. Hij heeft sinds 1997 in Amstelveen zijn productiebedrijf 
Cablejuice B.V..
Lemos de Sousa Barbosa is naast zijn werk voor reclamemuziek ook actief met eclectische muziekstijlen zoals hiphop en jazz-house. Zo maakte hij remixen van DJ Tiësto en Ferry Corsten die hij wereldwijd uitbracht.

## Discografie

### Albums
| Album met eventuele hitnotering(en) in de Nederlandse Album Top 100 | Datum van verschijnen | Datum van binnenkomst | Hoogste positie | Aantal weken | Opmerkingen |
| ------------------------------------------------------------------- | --------------------- | --------------------- | --------------- | ------------ | ----------- |
| Pimp Arrest                                                         | 2000                  |                       |                 |              |             |

### Singles
| Single met eventuele hitnotering(en) in de Nederlandse Top 40 | Datum van verschijnen | Datum van binnenkomst | Hoogste positie | Aantal weken | Opmerkingen |
| ------------------------------------------------------------- | --------------------- | --------------------- | --------------- | ------------ | ----------- |
| D'Natural                                                     | 1998                  |                       |                 |              |             |
| Excerpts From Pimp Arrest                                     | 1999                  |                       |                 |              |             |
| Get Ready For The Man                                         | 2010                  |                       |                 |              |             |
| Rio Files EP 1                                                | 2010                  |                       |                 |              |             |
| Rio Files EP 2                                                | 2011                  |                       |                 |              |             |